# 貝塚ジャンクション

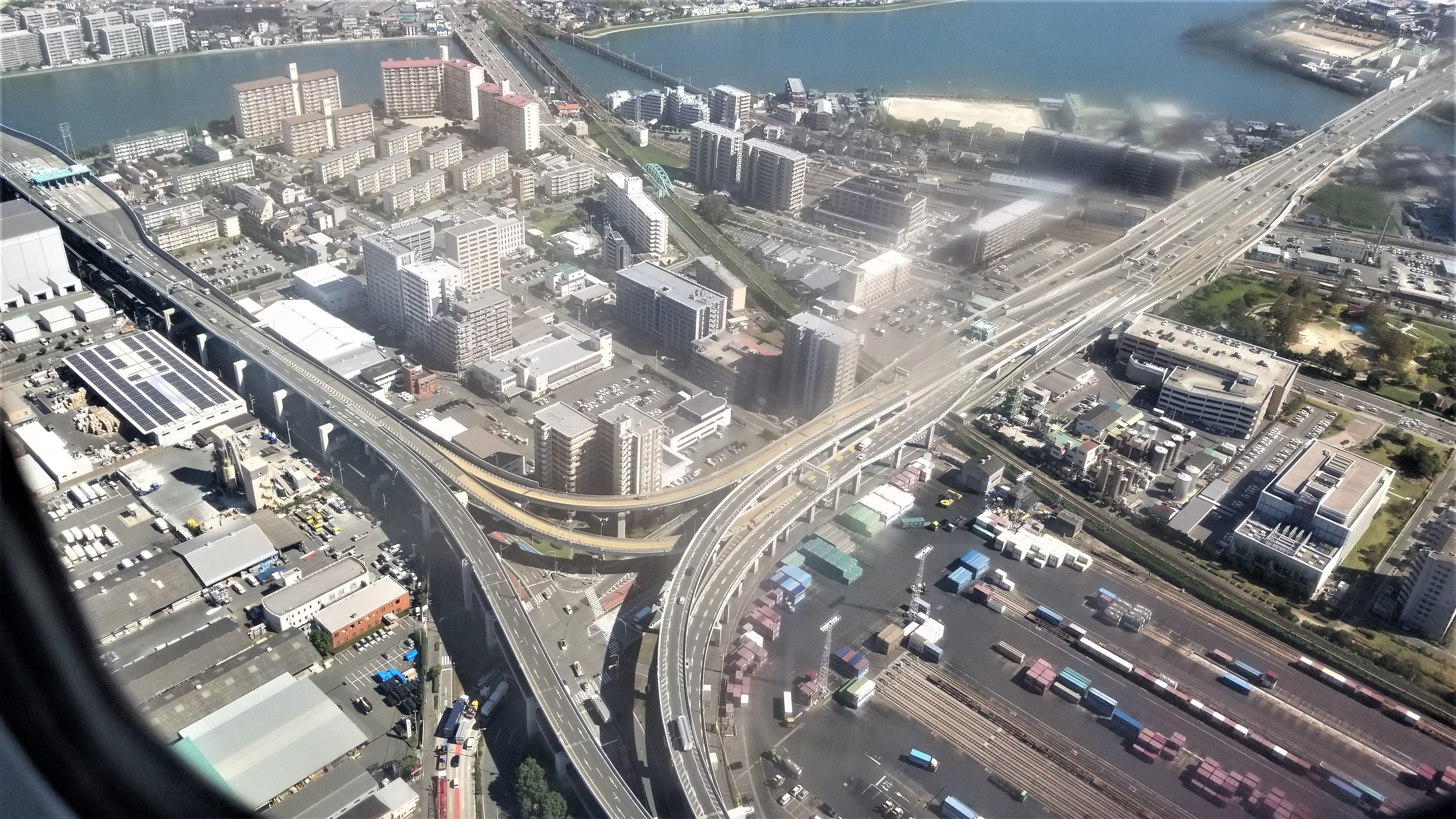
航空機内から撮影した貝塚ジャンクション

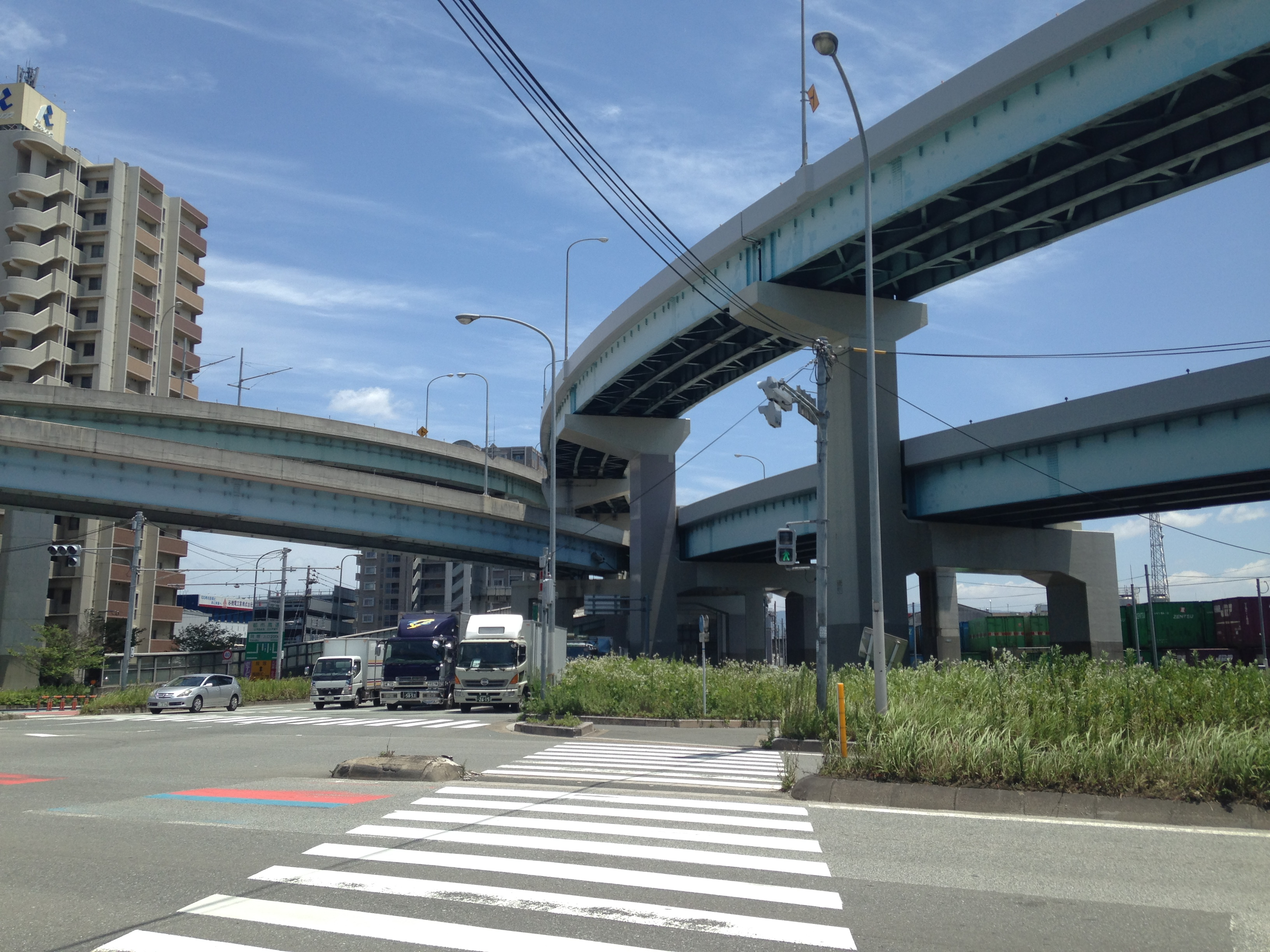
貝塚ジャンクションの直下から粕屋方面を望む

貝塚ジャンクション（かいづかジャンクション）は、福岡県福岡市東区にある福岡高速道路1号香椎線と4号粕屋線を結ぶジャンクション。

## 接続している路線
- 福岡高速1号香椎線
- 福岡高速4号粕屋線

## 隣
福岡高速1号香椎線
(104)名島出入口 - 名島料金所 - 貝塚JCT - (105)箱崎出入口
福岡高速4号粕屋線
貝塚JCT - (401)貝塚出入口